# Staudemühle
Staudemühle ist ein Flurstück im Osten der Klettwitzer-Treuhandsiedlung nahe dem Schipkauer Bahnhof, namensgebend ist der alte Mühlenhof an der Pößnitz.

## Geographie
Staudemühle gehört zur Großgemeinde Schipkau, liegt nördlich des alten Schipkauer Bahnhofs entlang der Pößnitz, westlich zu Krügers Mühle unmittelbar an der A13 unweit des Lausitzrings. In westlicher Ortslage befindet sich die Treuhandsiedlung.

## Sehenswürdigkeiten
- Die Staudemühle, alte Wassermühle mit Mühlenhof.